# 佐久間信直
佐久間 信直（さくま のぶなお）は、江戸時代後期の旗本。佐久間信之の嫡男。
天明5年（1785年）9月1日、初めて将軍・徳川家治に拝謁した。
嫡男であったが、寛政7年（1795年）5月27日に、父に先立って死去。家督を継ぐことはなかった。享年は28。